# 皆川雄二
皆川 雄二（みながわ ゆうじ、1967年6月8日 - ）は、日本の政治家。自由民主党所属の新潟県議会議員（5期）。新潟県議会議長。

## 概要
新潟県北魚沼郡小出町（現・魚沼市）生まれ。2003年（平成15年）、小出町議会議員に初当選。
2005年（平成17年）、合併に伴う魚沼市議会議員選挙に初当選、2009年（平成19年）、魚沼市議会議員を辞職。
2007年（平成19年）、新潟県議会議員選挙において、自由民主党公認の現職候補を破り初当選。以降、2011年（平成23年）、2015年（平成27年）、2019年（平成31年）、2023年（令和5年）の新潟県議会議員選挙に自由民主党公認で無投票当選。
2024年（令和6年）、第103代新潟県議会議長に就任。